# الألعاب الأولمبية الشتوية للشباب 2024
الألعاب الأولمبية الشتوية للشباب 2024 (بالإنجليزية: 2024 Winter Youth Olympics)‏ التي سميت رسميًا بدورة الألعاب الأولمبية الشتوية الرابعة للشباب هي حدث دولي متعدد الرياضات ومهرجان ثقافي من المقرر إقامته في غانغوون في يناير 2024، تأتي هذه النسخة بعد نسخة 2020. وأكدت اللجنة الأولمبية الدولية المدينة المضيفة في 10 يناير 2020.